# Rafik Djebbour
Rafik Zoheir Djebbour (arabisch رفيق جبور, DMG Rafīq Ǧabbūr; * 8. März 1984 in Grenoble) ist ein ehemaliger algerischer Fußballspieler.

## Verein
Djebbour, dessen Eltern der algerischen Mittelmeerprovinz Chlef entstammten, wuchs im Südosten Frankreichs auf und fiel den Talentscouts von AJ Auxerre auf, als er unweit von Grenoble für den Klub Les Deux Rochers FC spielte. Das renommierte Jugendinternat von „AJA“ bildete den jungen Stürmer fünf Jahre lang aus und nicht selten steuerte Djebbour als Torjäger weit mehr als 20 Treffer pro Spielzeit bei. Der Sprung in die „erste Mannschaft“ blieb ihm anschließend jedoch verwehrt und so kam er in der Saison 2003/04 lediglich in acht Ligapartien der B-Mannschaft zum Zuge.
Stéphane Pauwels, der bereits im Team von Georges Leekens und später von Robert Waseige für die algerische Nationalmannschaft gearbeitet hatte, überzeugte Djebbour anschließend von einem Wechsel zum belgischen Erstligisten R.A.A. La Louvière, für den er mittlerweile als Sportdirektor arbeitete. Nach längeren Verhandlungen mit dem damals in Auxerre verantwortlichen Guy Roux ließ dieser seinen ehemaligen Schützling ablösefrei ins nördliche Nachbarland ziehen. Die Erwartungen erfüllte Djebbour in Belgien aber nicht und in einer erfolgreichen Mannschaft, die am Ende den siebten Platz belegte, kam Djebbour häufig nur als Ersatzspieler zum Zuge. Der Vertrag wurde aufgelöst und mit dem griechischen Zweitligisten Ethnikos Asteras fand sich im Juli 2005 ein neuer Arbeitgeber.
Im östlich von Athen gelegenen Vorort Kesariani gelang dem „kopfballstarken, mit guter Schnelligkeit und einem ordentlichen Abschluss ausgestatteten“ Stürmer der sportliche Durchbruch. In weniger als einem halben Jahr schoss er elf Tore in 16 Ligapartien und empfahl sich damit nachhaltig für die höchste griechische Spielklasse. Hier ging er zunächst ab Januar 2006 für Atromitos Athen auf Torejagd, bevor es ihn ein Jahr später zu dem damals von Ewald Lienen betreuten Klub Panionios Athen verschlug. Vor allem beim zuletzt genannten Klub etablierte sich Djebbour in der griechischen Eliteklasse. Dazu bestritt er im UEFA-Pokal erstmals sechs Partien in einem europäischen Vereinswettbewerb, schoss dort zwei Tore und war am Ende der Saison 2007/08 mit 14 Treffern viertbester Torjäger der höchsten griechischen Spielklasse. Mit dem Wechsel zum AEK Athen gegen eine Transferablösesumme in Höhe von 2,9 Millionen Euro folgte im Sommer 2008 der nächste und logische Entwicklungsschritt.
In der neuen Umgebung tat sich aber Djebbour schwer. Sowohl Verletzungsprobleme, ein mannschaftsinterner Konflikt mit dem Argentinier Ignacio Scocco und ein „verlängerter Urlaub“ im September 2009 sorgten dafür, dass Djebbour bei Trainer Dušan Bajević in Ungnade fiel. Zu Beginn der Saison 2009/10 stellte er sich bei einer Reihe von Klubs zum Probetraining vor, wozu in Schottland Celtic Glasgow, in England die Blackburn Rovers und in Deutschland Eintracht Frankfurt zählten. Alle anvisierten Transfergelegenheiten scheiterten und im Januar 2010 nahm AEK Athen den „verlorenen Sohn“ wieder auf, wo dieser in der ausgehenden Saison 2009/10 noch 14 Ligapartien sowie fünf Play-off-Spiele bestritt.
Am 21. Januar 2011 wechselte Djebbour zu Olympiakos Piräus. Sein zunächst auf sechs Monate befristeter Vertrag wurde zum Ende der Saison 2010/11 um weitere zwei Jahre verlängert. In der Saison 2012/13 wurde er mit 20 Treffern in 25 Spielen Torschützenkönig der griechischen Super League.
Nach einem zwischenzeitlichen Wechsel auf Leihbasis zum türkischen Erstligisten Sivasspor, unterschrieb er im Januar 2014 einen bis Sommer 2016 gültigen Vertrag beim englischen Zweitligisten Nottingham Forest. Dann folgte eine Saison bei APOEL Nikosia auf Zypern, wo er 2015 Meisterschaft und Pokal gewann.
Am 9. September 2016 um Mitternacht unterzeichnet Djebbour einen Dreijahresvertrag beim griechischen Erstligisten Aris Thessaloniki. Djebbour war vereinslos und hatte daher kein Problem seinen neuen Vertrag zu unterzeichnen. Doch schon nach einem Jahr wechselte er weiter zum französischen Drittligisten GS Consolat. Dort absolvierte er allerdings nur ein Saisonspiel und beendete daraufhin im Sommer 2018 seine aktive Karriere.

## Nationalmannschaft
Am 15. August 2006 debütierte Djebbour für die algerische A-Nationalmannschaft als Einwechselspieler für Noureddine Daham in der 68. Minute in einem Freundschaftsspiel gegen Gabun (0:2). Es dauerte jedoch über 1½ Jahre bis zur nächsten Bewährungsprobe gegen die DR Kongo (1:1). Anschließend bestritt er neun Qualifikationsspiele für die WM 2010, blieb dann aber in der entscheidenden zweiten Runde und dem Entscheidungsspiel gegen Ägypten außen vor. Auch eine Nominierung für die zwischenzeitliche Afrikameisterschaft 2010 blieb von Seiten des Trainers Rabah Saâdane aus – speziell aufgrund Djebbours vakanter Vereinssituation in Athen. Als „vierten Stürmer“ hinter Abdelkader Ghezzal, Rafik Saïfi und Karim Matmour nominierte ihn Saâdane dann aber in den 23-Mann-Kader für das WM-Endrundenturnier in Südafrika.

## Erfolge

### Verein
- Griechischer Meister: 2011, 2012, 20113
- Griechischer Pokalsieger: 2011, 2012, 2013, 2016
- Zyprischer Meister: 2015
- Zyprischer Pokalsieger: 2015

### Persönlich
- Torschützenkönig der griechischen Super League: 2012/13 (20 Tore)